# Douna Loup
Pour les articles homonymes, voir Loup (homonymie).
Douna Loup, née le 23 mai 1982 à Genève, est une écrivaine, romancière et dramaturge franco-suisse.

## Biographie
Douna Loup est née à Genève. Ses parents sont marionnettistes. Elle grandit dans la Drôme, en France.
À l'âge de dix-huit ans, elle voyage en Afrique. Elle passe plusieurs mois à Madagascar, où elle fait du bénévolat dans un orphelinat.
Elle écrit pour le théâtre jeunesse puis publie en avril 2010 Mopaya, le récit d'une traversée du Congo à la Suisse.
Son premier roman L'embrasure, paru en septembre 2010 au Mercure de France reçoit plusieurs prix : le prix Schiller découverte, le prix Michel-Dentan et le prix Senghor du premier roman francophone.
En 2012, elle publie l'ouvrage Les Lignes de ta paume sur l'artiste genevoise Linda Naeff.
Depuis 2013, Douna Loup habite en France, à côté de Nantes.
Dans L’Oragé, publié en 2015, elle retrace la jeunesse de deux poètes malgaches des années 1920, Jean-Joseph Rabearivelo et Esther Razanadrasoa. Le premier écrit en français tandis qu'Esther Razanadrasoa écrit en malgache.

## Œuvre

### Romans
- Mopaya : Récit d'une traversée du Congo à la Suisse, avec Gabriel Nganga Nseka, Paris, éditions L'Harmattan, coll. « Écrire l'Afrique », 2010  (ISBN 978-2-296-11829-4), 132 p.
- L'Embrasure, Paris, Mercure de France, 2010  (ISBN 978-2-7152-3135-1), 155 p.
- Les Lignes de ta paume, Paris, Mercure de France, 2012  (ISBN 978-2-7152-3282-2), 168 p.[6]
- L'Oragé, Paris, Mercure de France, 2015  (ISBN 978-2-7152-4130-5), 220 p.
  - Prix Virilo 2015[7]
  - Prix Pittard de l'Andelyn 2016[8]
  - Grand prix du roman métis 2016
  - Prix du salon du livre de Genève 2016.
- Déployer, Genève, Éditions Zoé, 2019  (ISBN 978-2-88927-624-0), 208 p.
- Les Printemps sauvages, Genève, Éditions Zoé, 2021  (ISBN 978-2-88927-854-1), 157 p.

### Enquête
- Boris, 1985, Chêne-Bourg, Éditions Zoé, janvier 2023, 160 p. (ISBN 978-2-88907-093-0, présentation en ligne) : enquête sur Boris Weisfeiler, grand-oncle de l'auteure et mathématicien disparu au Chili en janvier 1985 à l'âge de quarante-trois ans.

### Pièces de théâtre
- Ventrosoleil, Les Sans-Editions, 2014 – Pièce jeune public créée au Théatre Am Stram Gram de Genève (mise en scène Joan Mompart)
- Mon chien-dieu, Les solitaires intempestifs, 2016 – Élu au prix ado du théâtre contemporain

## Prix et distinctions
- Prix Senghor du premier roman francophone 2011
- Prix René-Fallet 2011[9]
- Prix Michel-Dentan 2011[10]
- Prix Schiller découverte 2011
- Prix Thyde-Monnier 2010 de la Société des Gens de Lettres
- Prix Biblioblog 2011
- Prix Virilo 2015
- Grand prix du roman métis 2016
- Lauréate du Prix Pittard de l'Andelyn 2016 Genève, pour L'Oragé (Mercure de France).
- Prix du jury du Salon du livre de Genève, conjointement avec l'écrivain Florian Eglin.
- Prix ado du théâtre contemporain, 10e édition 2017-2018

## Accueil de son œuvre
Dona Loup reçoit plusieurs prix, dont le prix Schiller.
Le journal Le Temps écrit au sujet de L'Oragé, « L’Oragé raconte la jeunesse de deux poètes malgaches de l’entre-deux-guerres, Jean-Joseph Rabearivelo et Esther Razanadrasoa, et à travers eux, par eux, Douna Loup signe une ode à la liberté de créer, à la liberté d’aimer, à la liberté d’écrire. ».